# محطة قطار وادي الجمعة
محطة واد الجمعة هي محطة قطار جزائرية تقع في بلدية واد الجمعة بولاية غليزان .

## حالة السكك الحديدية
وتقع المحطة على الخط المؤدي من الجزائر إلى وهران حيث تسبقها محطة وادي رهيوا وتليها محطة غليزان .